# 卵巣静止
卵巣静止（らんそうせいし、ovarian quiescence）とは卵巣の形状はほぼ正常であるが、卵胞の発育、黄体の形成が起こらないあるいは小卵胞が発育と閉鎖退行を繰り返し排卵が起こらない状態。卵巣発育不全、卵巣萎縮とまとめて卵胞発育障害と呼ばれる。無発情を示す。未経産より経産で多く発生し、牛では下垂体前葉の性腺刺激ホルモン分泌機能の低下が原因であり、治療には性腺刺激ホルモンや性腺刺激ホルモン放出ホルモンの投与および栄養管理、健康状態の回復を必要とする。